# Poiana Blenchii
Poiana Blenchii – wieś w Rumunii, w okręgu Sălaj, w gminie Poiana Blenchii. W 2011 roku liczyła 706 mieszkańców.